# Robinsonia marginata
Robinsonia marginata är en fjärilsart som beskrevs av Rothschild 1909. Robinsonia marginata ingår i släktet Robinsonia och familjen björnspinnare. Inga underarter finns listade.